# Enrico Rossi (ciclista)
Enrico Rossi (Cesena, 5 maggio 1982) è un ex ciclista su strada e pistard italiano, professionista dal 2007 al 2014. È fratello di Vania Rossi, anche lei ciclista su strada.

## Palmarès
- 2001

Trofeo Lindo e Sano
- 2002 (Pool Cantù 1999)

Trofeo S.C. Marcallo con Casone
- 2004 (G.C. Garlaschese)

Freccia del Riso
- 2005 (Pagnoncelli-NGC-Perrel)

Gran Premio Mezzanzanica
Medaglia d'Oro Città di Monza
Circuito di Casalnoceto
Targa Libero Ferrario
Trofeo Mauro Pizzoli
Trofeo Caduti Medesi
Trofeo Sportivi Magnaghesi
- 2006 (Pagnoncelli-NGC-Perrel)

Coppa Caduti Buscatesi
Milano-Tortona
Circuito Castelnovese
Circuito Pievese
Circuito Alzanese
Trofeo Sportivi Magnaghesi
- 2007 (OTC Doors-Lauretana, una vittoria)

5ª tappa Giro di Slovenia (Grosuplje > Novo mesto)
- 2008 (NGC Medical-OTC Doors, una vittoria)

Memorial Marco Pantani
- 2009 (Ceramica Flaminia-Bossini Docce, una vittoria)

1ª tappa Circuit de la Sarthe (Noirmoutier-en-l'Île > Ancenis)
- 2010 (Ceramica Flaminia-Bossini Docce, una vittoria)

Dwars door Drenthe
- 2012 (Meridiana-Kamen Team, sette vittorie)

2ª tappa Tour of Hellas (Leonidio > Sparta)
5ª tappa Tour of Hellas (Corinto > Atene)
1ª tappa Okolo Slovenska (Liptovský Mikuláš > Liptovský Mikuláš)
4ª tappa Okolo Slovenska (Dudince > Bratislava)
Classifica generale Okolo Slovenska
2ª tappa Tour de Serbie
1ª tappa Il Padania (Sant'Agostino > Bondeno)

## Piazzamenti

### Classiche monumento
- Milano-Sanremo

2008: 22º
2009: 8º